# Министерство финансов Республики Сербской
Министерство финансов Республики Сербской (серб. Министарство финансија Републике Српске, босн. и хорв. Ministarstvo finansija Republike Srpske) — одно из министерств Правительства Республики Сербской, энтитета Боснии и Герцеговины. С 18 декабря 2018 года Министерство возглавляет Зора Видович.
Министерство юстиции РС располагается в Баня-Луке, по адресу Площадь Республики Сербской, дом 1. 
Организация Министерства выглядит следующим образом:
- Кабинет министра
- Секретариат Министерства
- Отдел внутреннего аудита
- Отдел макроэкономического анализа
- Отдел фискальной системы
- Отдел финансовой системы
- Отдел бюджета и общественных финансов
- Отдел управления долгом
- Отдел казначейства
- Юридический отдел
- Отдел счетоводства и контроля
- Центральное подразделение по гармонизации финансового контроля
- Отдел программирования и координации финансовой поддержки Евросоюза

Министерство выполняет следующие функции:
- финансирование общественных нужд
- взимание налогов и пошлин
- контроль и развитие инвестиционных фондов
- контроль банковской системы
- планирование и выполнение республиканского бюджета
- контроль денежных потоков
- прочие функции

За время существования Министерства его возглавляли:
- Петар Маркович[6]
- Ранко Пейич[7]
- Новак Кондич[8]
- Ранко Травар[9]
- Миленко Врачар[10]
- Симеун Вилендечич[11]
- Светлана Ценич[12]
- Александр Джомбич[13]
- Зоран Тегелтия[14]
- Зора Видович